# Abrochia nivaca
Abrochia nivaca là một loài bướm đêm thuộc phân họ Arctiinae, họ Erebidae.